# USS Avenge (AMc-66)
USS Avenge (AMc-66) – trałowiec typu Accentor. Pełnił służbę w United States Navy w czasie II wojny światowej.
Jego stępkę położono 8 maja 1941 jako "Bulwark". Przemianowany na "Avenge" 17 maja 1941. Zwodowano go 14 lutego 1942. Wszedł do służby 2 kwietnia 1942.
W czasie wojny pełnił służbę na Atlantyku w pobliżu wschodniego wybrzeża USA.
Wycofany ze służby 14 grudnia 1945. Skreślony z listy jednostek floty 8 stycznia 1946. Sprzedany firmie rybackiej.